# المقدمة الحضرمية
المقدمة الحضرمية في فقه السادة الشافعية المسمى مختصر بافَضل أو المختصر الكبير أو مسائل التعليم، كتاب مختصر جامع في فقه الشافعية، مؤلفه الفقيه عبد الله بن عبد الرحمن بافضل الحضرمي (850 - 981 هـ). وهو كتاب مشهور عند طلاب الفقه الشافعي، وهو متداول جدًا، ورغم اختصاره فقد كثرت عليه شروح العلماء وحواشيهم المطبوعة والمخطوطة، وكتب له الذيوع في أصقاع المعمورة. وهذا المتن الذي ذاع صيتُه، واستفاد منه القاصي والداني، قد تميَّز بوضوح أسلوبه، مع تدقيق وتحقيق في مسائله. لذا فقد كتب له القبول والانتشار في أغلب البلدان. ويعتبر من أهم المختصرات في الفقه الشافعي لما اشتمل عليه من الضوابط الفقهية. اقتصر مؤلفه فيه على ربع العبادات، كـ«الطهارة» و«الصلاة» و«الزكاة» و«الحج» و«العمرة» وغيرها.

## شروحه
- «المنهاج القويم في مسائل التعليم»، تأليف: ابن حجر الهيتمي المتوفى سنة 909 هـ.
- «بشرى الكريم بشرح مسائل التعليم»، تأليف: سعيد بن محمد باعشن المتوفى سنة 1270 هـ.
- «الهديّة المرضية شرح وأدلة المقدمة الحضرمية»، تأليف: مصطفى البغا.

## وصلات خارجية
- تحميل الكتاب